# Ballada op. 38 (Chopin)

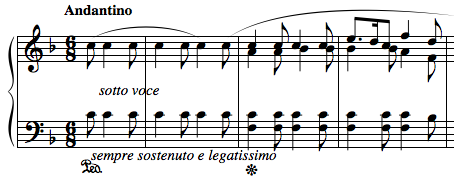
Początek Ballady

Ballada F-dur op. 38 – druga z czterech ballad Fryderyka Chopina. Powstała w latach 1836–1839. Ballada dedykowana jest Robertowi Schumannowi. Prawdopodobnie została zainspirowana balladami Mickiewicza (a dokładnie Świtezianką). Artur Rubinstein powiedział, że dzieło to Kwiat-Sztorm-Kwiat (Sztorm ze względu na środkowe dramatyczne a-moll).